# NGC 7629
NGC 7629 este o galaxie lenticulară situată în constelația Peștii. A fost descoperită în 19 octombrie 1864 de către Albert Marth.